# Gavril Stoyanov
Gavril Stoyanov (en bulgare : Гаврил Стоянов), né le 9 juillet 1929 à Sofia et mort le 6 novembre 2005 à Sofia, est un footballeur international bulgare. Il évoluait au poste de milieu.

## Biographie

### En club
Gavril Stoyanov est d'abord joueur du PFC Septemvri de 1945 à 1948,.
En 1948, il rejoint le OFC Bdin Vidin (en).
Stoyanov devient joueur du CSKA Sofia en 1949,.
En compétitions européennes, il dispute dix matchs et inscrit un but en Coupe des clubs champions. Son seul but dans cette compétition est inscrit contre le Dinamo Bucarest en novembre 1956.
Après treize saisons avec le CSKA, il retourne jouer sous les couleurs du PFC Septemvri en 1962.
Il dispute une dernière saison au Spartak Sofia et raccroche les crampons en 1964.

### En équipe nationale
International bulgare, il reçoit 17 sélections en équipe de Bulgarie entre 1953 et 1958, sans inscrire de but.
Son premier match en sélection a lieu le 14 juin 1953 contre l'Allemagne de l'Est (match nul 0-0 à Dresde) en amical.
Il dispute deux matchs lors des éliminatoires de la Coupe du monde 1954.
Il fait partie de l'équipe bulgare médaillée de bronze aux Jeux olympiques de 1956. Il dispute la finale pour la troisième place remportée 3-0 contre l'Inde.
Son dernier match en sélection a lieu le 12 octobre 1958 contre la Tchécoslovaquie (victoire 1-0 à Ostrava) en amical.

### Entraîneur
Il devient entraîneur après sa carrière de joueur.

## Palmarès

### En sélection
Bulgarie
- Jeux olympiques :
  -  Bronze : 1956.